# Baenãs
Os Baenãs são um grupo indígena brasileiro que, no século XX, se fundiu com os antigos pataxós-hã-hã-hães, com os camacãs, mongoiós, sapuiás-quiriris, e com parte dos geréns e dos tupiniquins, passando a se identificar desde então como pataxós-hã-hã-hães.